# 广州市第九十六中学
广州市第九十六中学，位于广州市越秀区海珠中路三府前20号，创办于1962年，现已停办。

## 校史
1962年，由广州市总工会与广州市第二教育局联合创办的“广州市职工子弟学校”，校址位于文明路广州市第一工人文化宫内。翌年（1963年），迁至海珠中路三府前20号，并且开办夜校，名为“广州市第三业余中等技术学校”。1968年，“广州市职工子弟学校”改办为普通中学，改名为“广州市第九十六中学”。1974年，广州市一〇二中学并入九十六中学。
1980年，广州市第九十六中学改办职业中学，改名为“广州市电子职业高级中学”（即今广州市电子信息学校）。1988年，电子职业高级中学迁至新校址下塘西路，广州市教育局在原址复办九十六中。
2003年，九十六中学迁至大新路白米巷原广州市第一商业职业高级中学校址内。2004年，因越秀区教育布局改革，九十六中学师生拨给广州市第三中学。